# 麦秆蹄盖蕨
麦秆蹄盖蕨（学名：Athyrium fallaciosum）为蹄盖蕨科蹄盖蕨属下的一个种。

## 扩展阅读
- 維基物種上的相關：麦秆蹄盖蕨